# Hooked Up (película)
Hooked Up es una película de terror española de 2013 dirigida por Pablo Larcuen, escrita por Larcuen y Eduard Sola, y protagonizada por Stephen Ohl, Jonah Ehrenreich, Natascha Wiese y Júlia Molins. Fue filmado íntegramente con un iPhone y se presenta en forma de metraje encontrado. Hooked Up se estrenó en el Festival de Cine de Sitges el 15 de octubre de 2013 y tiene una fecha de lanzamiento de video bajo demanda en los Estados Unidos el 7 de abril de 2015.

## Sinopsis
Después de que uno rompe con su novia, dos hombres estadounidenses salen a pasar una noche salvaje de fiesta en Barcelona, España. Inicialmente están emocionados cuando dos mujeres los invitan a regresar a su casa, pero encuentran problemas en la forma de un fantasma asesino que los encierra y los ataca.

## Reparto
- Jonah Ehrenreich como Tonio
- Júlia Molins como Noemí
- Stephen Ohl como Pedro
- Natascha Wiese como Katia

## Producción
El casting se llevó a cabo en los Estados Unidos a través de un video. En ausencia de contratos, Larcuen y los dos protagonistas masculinos se tatuaron juntos, lo que Larcuen razonó los mantendría interesados en el proyecto. La película se filmó con un iPhone 4S en 2011. Larcuen dijo que eligió el iPhone porque no podía permitirse filmar en película y no quería usar una cámara digital barata. Se ciclaron tres iPhones durante la filmación; la energía de la batería y el espacio de almacenamiento eran problemas. Hooked Up tenía un director de fotografía que filmaba la película de forma tradicional; no fue filmado por los propios actores. Apple no participó en la producción de la película. La posproducción tomó un período prolongado de tiempo, ya que el diseñador de sonido, un voluntario, solo podía trabajar los fines de semana.

## Lanzamiento
Hooked up se estrenó en el Festival de Cine de Sitges el 15 de octubre de 2013. En Estados Unidos, Uncork'd Entertainment la lanzó en vídeo bajo demanda el 7 de abril de 2015 y en DVD el 9 de junio de 2015. Será lanzado en el Reino Unido el 27 de abril de 2015. Actualmente (a partir de diciembre de 2019) está disponible de forma gratuita en Amazon Prime.

## Recepción
J. R. Southall de Starburst lo calificó con 5/10 y escribió: "Esto nunca se considerará excelente, pero es inesperadamente entretenido y si la presunción del iPhone es una indicación de lo que vendrá, podría haber sido mucho peor". Jessy Williams de Scream lo calificó con 1/5 de estrella y escribió: "No hay nada en Hooked Up que sea remotamente original; es básicamente una versión extendida del segmento de súcubo alado de V/H/S, pero no tan efectivo". Patrick Cooper de Bloody Disgusting lo calificó con 2.5/5 estrellas y escribió: "Aunque ciertamente va en una dirección inesperada, Hooked Up 's final no logra tener un impacto. Si puede superar los dolorosos primeros 20 minutos, diría que definitivamente vale la pena alquilar solo por la gran parte intermedia". Matt Boiselle de Dread Central lo calificó con 0.5/5 estrellas y escribió: favorecer y evitar esta 'conexión' a toda costa". Michael DeFillipo de Horror Society lo calificó con 6.7 / 10 y lo llamó "una película bastante sólida" con una introducción aburrida y un giro de trama pobre. HorrorTalk lo calificó con 3/5 estrellas y escribió que "no es del todo malo, y está dirigido de manera competente", pero "no ofrece nada nuevo".